# 820년대
820년대는 820년부터 829년까지를 가리킨다.